# Kruisberg (Ronse)
De Kruisberg is een heuvel in het zuiden van de Belgische provincie Oost-Vlaanderen, in de Vlaamse Ardennen gelegen in Ronse. De Kruisberg maakt deel uit van een langgerekte heuvelkam die zich uitstrekt van de Kluisberg in het westen tot de Pottelberg in het oosten. Direct ten westen van de Kruisberg ligt de Hotondberg; vier kilometer naar het oosten ligt de Muziekberg.

## Wielrennen
De Kruisberg kan via drie routes beklommen worden: de brede en geasfalteerde Kruisstraat (N60), de met kasseien geplaveide Oude Kruisens of Oude Kruisberg via de Oudestraat en de Groeneweg via de Lange Haag en de Groeneweg. Elk van deze drie hellingen bevindt zich op de zuidflank van de Kruisberg en vertrekt vanuit het centrum van Ronse. De Groeneweg wordt evenwel nooit aangedaan tijdens grote wielerwedstrijden. 

### Kruisberg via de Kruisstraat

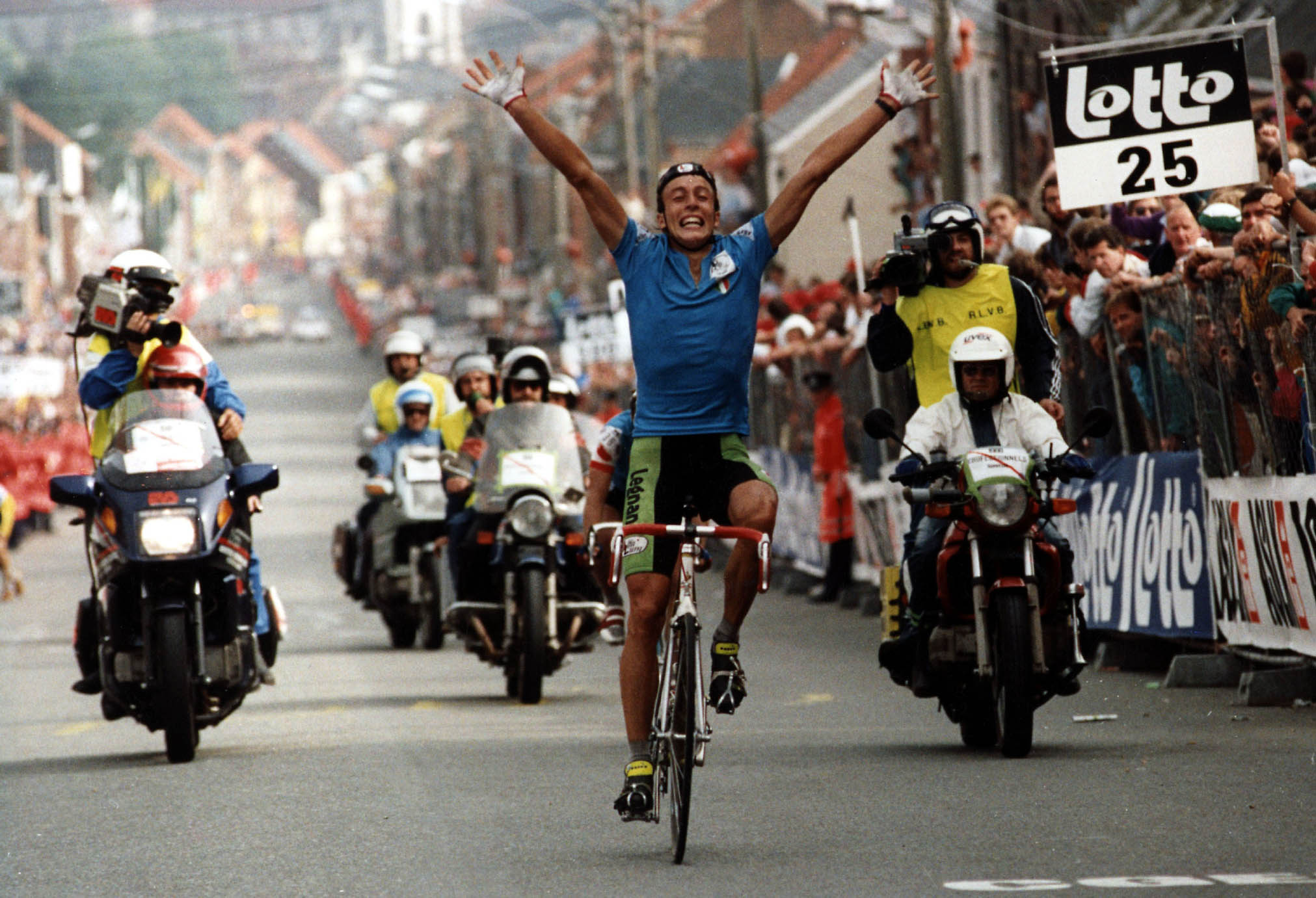
Maurizio Fondriest wint het WK 1988 in Ronse, finish op de Kruisstraat

De helling is 47 maal (1928, 1930-1956, 1958-1966, 1970, 1971, 1973-1976, 1993, 1994, 2012, 2013, 2024, 2025) beklommen in de Ronde van Vlaanderen. 
In de beginjaren vormde de Kruisstraat een gevreesd trio met de Kwaremont en de Edelareberg.
Tot 1962 bestond de klim uit een brede weg met daarop mozaïek-kasseien, vanaf 1963 is de weg een brede asfaltweg.
In 1983 lag de aankomst van het Belgisch kampioenschap wielrennen op de top, in 1988 lag op dezelfde plek de aankomst van het wereldkampioenschap wielrennen. De Italiaan Maurizio Fondriest veroverde op de Kruisstraat de regenboogtrui, nadat de Belg Claude Criquielion tijdens de sprint op de Kruisstraat door de Canadees Steve Bauer tegen de dranghekken werd geduwd en ten val kwam. Criquielion ondernam gerechtelijke stappen tegen Bauer.

### Kruisberg via de Oudestraat
Parallel aan de geasfalteerde Kruisstraat ligt de Oude Kruisens of Oude Kruisberg, eveneens meermaals beklommen in de Ronde. Ze is sinds 2014 een scherprechter daar de met kasseien geplaveide helling ligt in de finale ervan, op 26 kilometer van de finish als op twee na laatste helling. In 1928 was de Oude Kruisens of Oude Kruisberg zelfs de laatste klim, na Kwaremont en Tiegemberg. Van 1930-1954 werd de helling beklommen tussen de Kwaremont en de Edelareberg. In 1955 werd ze beklommen na de Kluisberg en gevolgd door de Edelareberg. In 1956, 1958 en 1959 na de Kwaremont en voor de Statieberg. In 1960 werd ze gesitueerd tussen Kwaremont en Varentberg.
In de periode 1961-1965, in 1970 en 1971 werd ze wederom geplaatst tussen Kwaremont en Edelareberg, om in 1966 tussen Kluisberg en Edelareberg te worden gesitueerd.
In 1993 werd ze gesitueerd tussen de Hoogberg-Hotond en de Bossenaarberg (de vervanger van de Taaienberg in dat jaar). In 1994 werd ze gesitueerd tussen de Hoogberg-Hotond en de Taaienberg.
In 2012 en 2013 ligt ze tussen de Steenbeekdries en de Oude Kwaremont. Ze vormt in de edities van 2012 en 2013 één geheel met de Hotond, er wordt na de Kruisberg dus doorgeklommen tot de top van de Hotondberg.
De Kruisberg is ook meermaals opgenomen in Gent-Wevelgem, in totaal 7 maal (1949-1955).
De helling is 14 maal (1945-1957, 2011) opgenomen in de Omloop Het Volk. Vroeger is ze meermaals opgenomen geweest in Dwars door België, in 2018 zat ze in Dwars door Vlaanderen.
Daarnaast wordt de Kruisberg beklommen in Nokere Koerse en Halle-Ingooigem. In 2014 is ze onderdeel van de 5e etappe van de Eneco Tour.